# جسر لبو
جسر لبو (بالصينية: 卢浦大桥 ؛ بالإنجليزية: Lupu Bridge) هو جسر قوسي نفقي يعبر نهر هوانغبو في شانغهاي، الصين، ليربط منطقتيّ «لوان» و«بدانغ» في المدينة. وقد تم افتتاحه في عام 2003.
يُعتبر هذا الجسر ثاني أطول جسر قوسي في العالم، بعد جسر كاوتيانمن في مدينة تشونغتشينغ في الصين أيضًا، حيث يبلغ طوله الإجمالي 3,900 متر، بينما تبلغ المسافة الحرة فيه حوالي 550 متر. ويرتفع عن سطح النهر بحوالي 32 متر.
يقع الجسر بمحاذاة الموقع السابق لمعارض إكسبو 2010، حيث كان يخدم مركز المعرض العالمي في المدينة آنذاك. وقد كلّف بناؤه حوالي 302 مليون دولار أمريكي.

## إنتقاد
تعرّض الجسر لانتقادات كثيرة بسبب تكاليفه الباهظة لإنشاء القوس مقارنة بالتكاليف المفترضة للمنشآت المشابهة. لقد تم رفض الكثير من التصاميم الأخرى ليرسو الاختيار على هذا القوس الباهظ الثمن، ليكون أول جسر قوسي يقطع نهر هوانغبو. ويرى الكثير من سكان المدينة هذا الجسر مجرد معلم جذب سياحي للعرض أمام الزوار.

## معرض صور

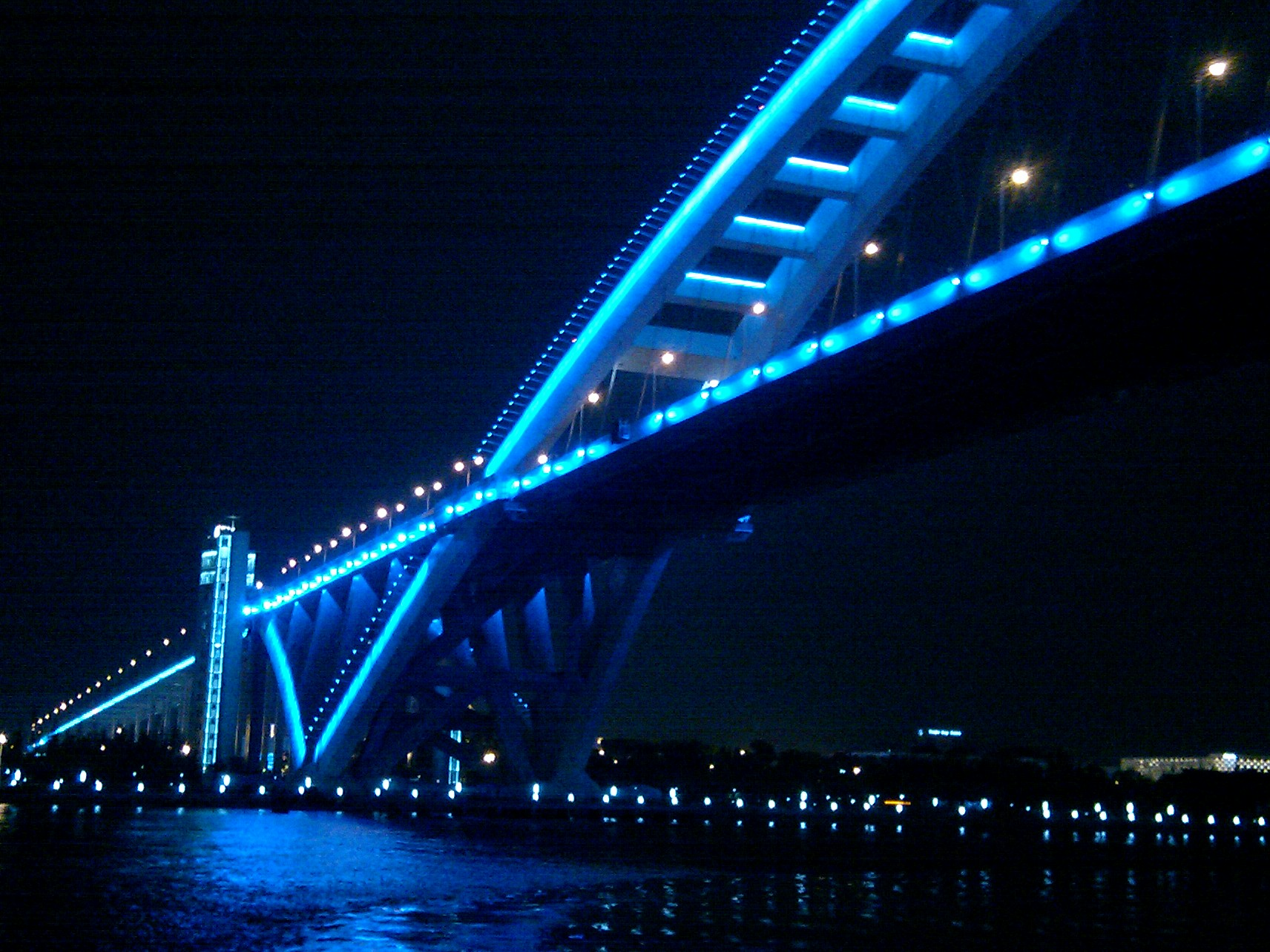
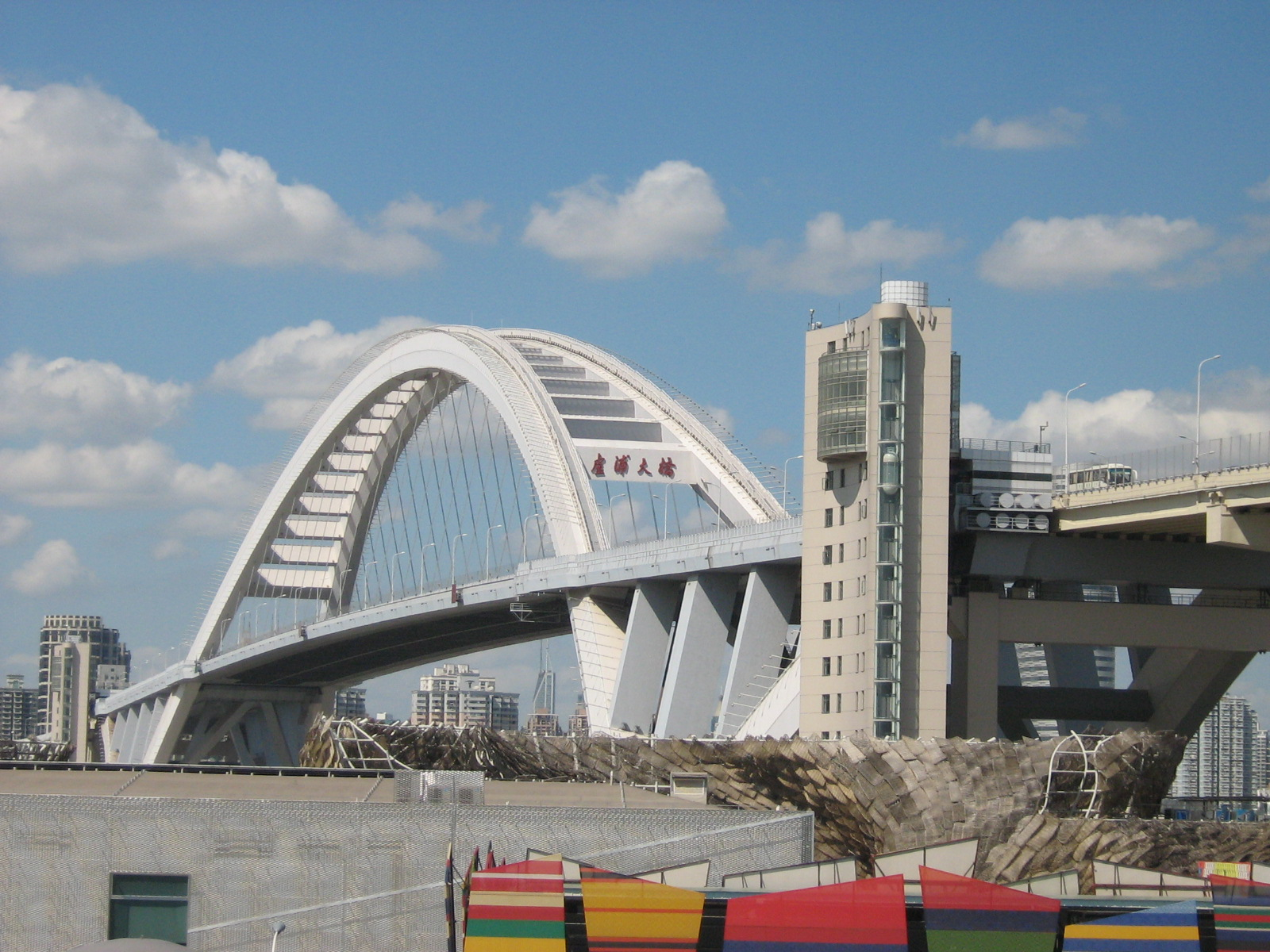
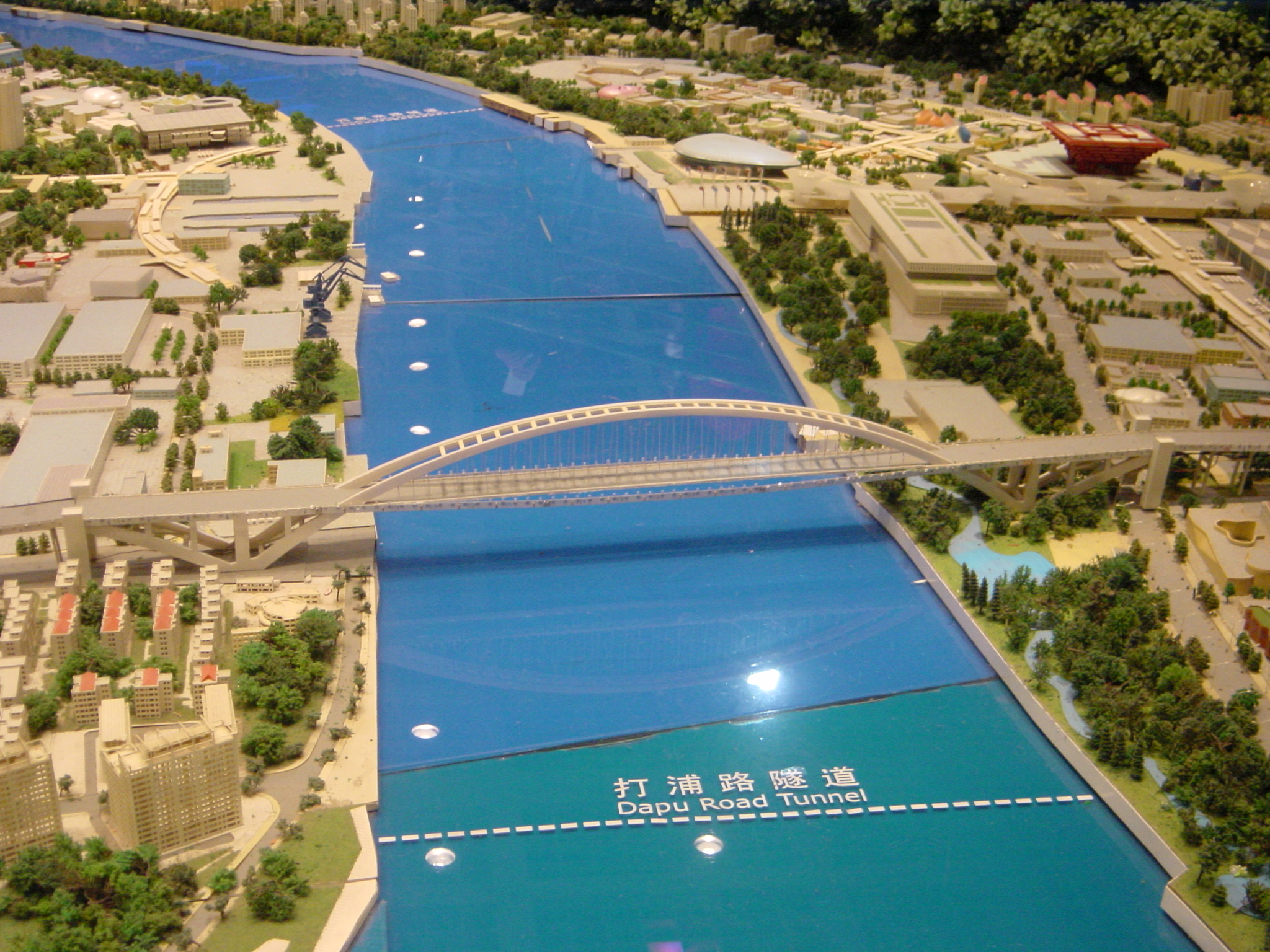

## وصلات خارجية
- جسر لبو في شنغهاي
- معلومات عن تسلق جسر لبو